# نينتندو إنترتينمنت بلانينغ أند دفيلوبمنت
نينتندو إنترتينمنت بلانينغ أند دفيلوبمنت (باليابانية: 任天堂企画制作本部) (بالإنجليزية: Nintendo Entertainment Planning & Development)‏ وتختصر نينتندو إي بي دي (Nintendo EPD)، هي شركة تطوير لعبة فيديو يابانية، أسست في شهر سبتمبر سنة 2015 في مدينة كيوتو اليابانية، وشاركت في إنشاء أحدث ألعاب الفيديو.